# Monotropa latisquama
Monotropa latisquama là một loài thực vật có hoa trong họ Thạch nam. Loài này được (Rydb.) Hultén mô tả khoa học đầu tiên năm 1948.